# S級潜水艦 (イギリス海軍・2代)
S級潜水艦 (S-class submarine) は1920年代末に開発されたイギリス海軍の哨戒潜水艦である。スタージョン級と呼ばれる事もある。第二次世界大戦前から大戦中を通じて総計62隻が建造され、イギリス海軍の同一の艦級としては最も多く建造された潜水艦となった。

## 概要

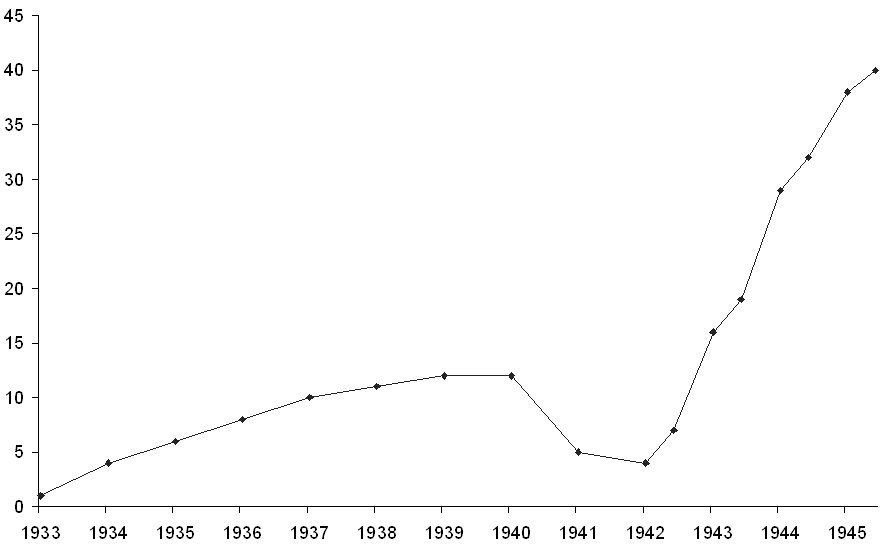
S級潜水艦の就役数の推移。

S級は1930年代前半のイギリス海軍潜水艦部隊の近代化を目的とし、第一次世界大戦で使用されたH級（ホランド602型）の後継機種として開発された。S級はイギリス本国から距離の近い、北海や地中海での哨戒任務を目的とした小型の潜水艦として設計されている。1929年に最初の2隻が発注され第二次世界大戦開戦前までに12隻が製造された。その後大戦中に50隻が建造され総計62隻が就役した。これらのS級潜水艦の内、1943年に1隻がオランダ海軍に、1944年に1隻がソ連海軍に供与された他、第二次世界大戦後の1948年には3隻がポルトガル海軍に、1952年には4隻がフランス海軍に、そして1958年から59年に掛けては2隻がイスラエル海軍に売却された。
これらのS級潜水艦は、後期に製造された艦は多くが1960年代頃までイギリス海軍および供給先の各国海軍で運用された。最も退役が遅かったのはイスラエル海軍に"タニン"（INS Tanin）として導入された"スプリンガー"（HMS Springer, P264）で、1972年まで運用されていた。

## 艦名一覧

### 第1グループ

第1グループの艦形図。

1929年から1930年にかけて発注された最初の4隻が第1グループに分類される。このグループは以降の艦に比べ船体がやや小型で速力も低く、搭載された武装も少ない。一方、少ない乗員数で運用可能であるという長所もある。またこれらの艦は以降の型に比べ航続距離も短いことから、第二次世界大戦ではイギリス本国に近い英仏海峡周辺やスカンジナビア半島周辺で運用された。4隻のうち、第二次世界大戦を生き延びたのはオランダ海軍に供与され"ゼーホンド"（Hr.Ms. Zeehond, N73）に改名された"スタージョン"（HMS Sturgeon, 73S）のみである。

#### 1929年度計画艦
- ソードフィッシュ（HMS Swordfish, 61S）

1932年に就役。1940年11月に英仏海峡において機雷により沈没。1983年に船体が発見された。
- スタージョン（英語版）（HMS Sturgeon, 73S）

1933年に就役。1939年11月にドイツ軍哨戒艇を撃沈し、これは第二次世界大戦でのイギリス軍潜水艦による初の戦果となった。1943年10月にオランダ海軍に供与され"ゼーホンド"（Hr.Ms. Zeehond, N73）に改名。終戦後1945年11月にイギリス海軍に復帰し翌1946年に除籍、解体。

#### 1930年度計画艦
- シーホース（HMS Seahorse, 98S）

1933年に就役。1939年年末に消息不明となる。1939年12月29日もしくは1940年1月7日にドイツ海軍艦艇の攻撃により沈没したと見られている。
- スターフィッシュ（HMS Starfish, 19S）

1933年に就役。1940年1月9日にドイツ海軍掃海艇の攻撃により損傷を受け浮上し投降。船体はその後沈没した。

### 第2グループ

第2グループの艦形図。

1931年から1935年にかけて発注され、第二次世界大戦前までに就役した8隻が第2グループに分類される。これらの艦は第1グループに比べ大型化しており乗員数は増えているが、搭載武装は同じである。第1グループと同様、イギリス本国の近海で運用された。第2グループに属する"サンフィッシュ"（HMS Sunfish, 81S）は1944年にソ連海軍に供与され、"V-1"と呼称された。第2グループのうち第二次世界大戦を生き延びたのは"シーライオン"（HMS Sealion, 72S）と"シーウルフ"（HMS Seawolf, 47S）の2隻のみである。

#### 1931年度計画艦
- シーライオン（英語版）（HMS Sealion, 72S）

1934年12月21日に就役。1944年末頃まで実戦で使用された。1945年3月3日に標的艦として沈没。
- シャーク（英語版）（初代）（HMS Shark, 54S）

1934年10月5日に就役。1940年7月5日にドイツ軍航空機の攻撃を受け大破し翌日投降。船体は鹵獲されたが曳航中に沈没した。

#### 1932年度計画艦
- スナッパー（英語版）（HMS Snapper, 39S）

1935年6月に就役。1941年2月に行方不明となり、同月12日に除籍。ドイツ海軍掃海艇の攻撃を受け沈没したと見られている。
- サーモン（HMS Salmon, N65）

1935年に就役。1940年7月に機雷により沈没したと見られている。

#### 1933年度計画艦
- シーウルフ（英語版）（HMS Seawolf, 47S）

1936年に就役。第二次世界大戦を生き延び1945年に除籍、解体。

#### 1934年度計画艦
- スピアフィッシュ（HMS Spearfish, 69S）

1936年に就役。1940年4月11日、ドイツ装甲艦リュッツォウを雷撃し損傷を与える。同年8月1日にドイツ海軍潜水艦"U-34"の攻撃を受け沈没。
- サンフィッシュ（英語版）（HMS Sunfish, 81S）

1937年に就役。1944年4月にソ連海軍に供与され"V-1"に改名された。同年7月27日にイギリス空軍のリベレーター爆撃機の誤爆により沈没。

#### 1935年度計画艦
- スターレット（HMS Sterlet, 2S）

1938年に就役。1940年4月18日にドイツ海軍掃海艇と交戦し沈没。

### 第3グループ

第3グループの艦形図。

第二次世界大戦勃発後に発注され、大戦中を通じて量産された50隻が第3グループに分類される。発注は1939年から1943年にかけて行われ、1942年から1945年に順次就役した。最も完成の遅かった"センチネル"（HMS Sentinel, P256）は第二次世界大戦の終結した後の1945年12月に就役した。第3グループの艦はそれまでのS級に比べてより大型化、重武装化しており、乗員数も更に増えている。またこれまでのS級に比べ、水上での速力は1ノット速くなり、逆に水中での速度は2ノット低下した。従来型に比べ燃料搭載量航続距離も伸びたことから、地中海や太平洋戦域での作戦にも投入された。また、第3グループの艦には3桁のペナント・ナンバーが付けられるようになった。
これらの第3グループは、更に2つのグループ"前期型"と"後期型"に分類出来る。
"前期型"は基準排水量842トンで艦首に外装式魚雷発射管を装備しているタイプで、1939年に発注された5隻、1940年に発注された20隻のうち実際に建造された13隻、1941年に発注された15隻のうち"スコッツマン"（HMS Scotsman, P243）、"シーデビル"（HMS Sea Devil, P244）を除く13隻、そして1942年に発注された13隻のうちの"スターディ"（HMS Sturdy, P248）、"スティジアン"（HMS Stygian, P249）の2隻の、計33隻が前期型に分類される。
"後期型"は基準排水量814トンで艦首に外装式魚雷発射管を装備しておらず、船体が全溶接に変更され潜航深度が前期型の300フィート（約90m）から350フィート（約110m）に改良されている。前期型に分類されない17隻、つまり1941年発注の"スコッツマン"と"シーデビル"の2隻、1942年発注の13隻のうち"スターディ"と"スティジアン"を除く11隻、そして1943年に発注された8隻のうち実際に建造された4隻が後期型に分類される。
第3グループの艦は9隻が第二次世界大戦中に失われ、更に2隻は攻撃を受け大破し、自力で帰投したが復旧不能として除籍解体された。第二次世界大戦を生き延びた艦はイギリス海軍で40年代後半～60年代中頃まで運用され、また1948年には3隻がポルトガル海軍（ネプトゥーノ級）に、1952年には4隻がフランス海軍に、そして1958年から59年に掛けては2隻がイスラエル海軍に売却され運用された。イスラエル海軍に"タニン"（INS Tanin）として導入された"スプリンガー"（HMS Springer, P264）は1972年まで運用が続けられた。

#### 1939年度戦時急造計画艦
- サファリ（英語版）（HMS Safari, P211）

1942年に就役。第二次世界大戦を生き延び1946年に除籍、解体。
- サーヒブ（英語版）（HMS Sahib, P212）

1942年に就役。1943年4月24日にイタリア海軍水雷艇および2隻のガッビアーノ級コルベット（"ガッビアーノ"、"エウテルペ"）および航空機による攻撃を受け大破し、鹵獲を避けるため自沈。
- サラセン（英語版）（HMS Saracen, P247）

1942年に就役。当初、P213の船番が予定されていたが不吉な数字であるとしてP247に変更された。1943年8月14日にイタリア海軍のガッビアーノ級コルベット（"エウテルペ"、"ミネルヴァ"）の攻撃を受け沈没。
- サタイア（英語版）（HMS Satyr, P214）

1943年2月8日に就役。第二次世界大戦を生き延びた後、1952年にフランス海軍に貸与され"サフィール"（Saphir）に改名。1961年にイギリス海軍に復帰。1962年に除籍、解体。
- セプター（英語版）（HMS Sceptre, P215）

1943年に就役。第二次世界大戦を生き延びた後、1949年8月に爆発事故による損傷を受け、翌月に除籍、解体。

#### 1940年度戦時急造計画艦
1940年度建造艦から外装式艦尾魚雷発射管が追加され、エリコン20ミリ機銃とRDF対空レーダーを装備した。
- シードッグ（英語版）（HMS Seadog, P216）

1942年に就役。第二次世界大戦を生き延び1947年に除籍、解体。
- シビル（英語版）（HMS Sibyl, P217）

1942年に就役。第二次世界大戦を生き延び1948年に除籍、解体。
- シーローヴァー（英語版）（HMS Sea Rover, P218）

1943年に就役。第二次世界大戦を生き延び1949年に除籍、解体。
- セラフ（HMS Seraph, P219）

1942年に就役。第二次世界大戦を生き延び1965年に除籍、解体。
- シェイクスピア（英語版）（HMS Shakespeare, P221）

1942年に就役。1945年1月3日にドイツ空軍機の攻撃を受け大破し、自力で帰投するが修復不能と判断され翌1946年に除籍、解体。
- P222（HMS P222）

1942年に就役。1942年12月12日にイタリア海軍チクローネ級水雷艇"フォルツナーレ"と交戦し沈没。艦名が付けられる前に戦没したため"P222"と呼称されている。
- シーニンフ（英語版）（HMS Sea Nymph, P223）

1942年に就役。第二次世界大戦を生き延び1948年に除籍、解体。
- シックル（英語版）（HMS Sickle, P224）

1942年に就役。1944年6月に機雷もしくは爆雷により沈没したと見られている。
- シムーン（英語版）（HMS Simoom, P225）

1942年に就役。1943年8月9日にイタリア海軍のアルフレード・オリアーニ級駆逐艦"ヴィンチェンツォ・ジョベルティ"を撃沈。同年11月に機雷により沈没したと見られている。
- サーダー（英語版）（HMS Sirdar, P226）

1943年に就役。第二次世界大戦を生き延び1965年に除籍、解体。
- スパイトフル（英語版）（HMS Spiteful, P227）

1943年に就役。第二次世界大戦を生き延びた後、1952年にフランス海軍に供与され"シレーヌ"（Sirene）に改名。1958年にイギリス海軍に復帰。1963年に除籍、解体。
- スプレンディッド（HMS Splendid, P228）

1942年に就役。同年12月17日にイタリア海軍のソルダティ級駆逐艦"アヴィエーレ"を撃沈。1943年4月21日にドイツ海軍の駆逐艦ZG3の攻撃を受け沈没。
- スポーツマン（英語版）（HMS Sportsman, P229）

1942年に就役。第二次世界大戦を生き延びた後、1952年にフランス海軍に供与され"シビーレ"（Sibylle）に改名。同年9月24日に事故により沈没。
- 他、7隻(P81～P87)が発注されたが1943年にキャンセルされた。いずれも起工されず命名もされなかった。

#### 1941年度戦時急造計画艦
- ストイック（英語版）（HMS Stoic, P231）

1943年に就役。第二次世界大戦を生き延び1950年に除籍、解体。
- ストーンヘンジ（HMS Stonehenge, P232）

1943年に就役。1943年2月末に出港後消息を絶ち、3月に沈没と認定された。
- ストーム（英語版）（HMS Storm, P233）

1944年に就役。第二次世界大戦を生き延び1949年に除籍、解体。
- ストラタジェム（HMS Stratagem, P234）

1943年に就役。1944年11月22日に日本海軍の第三十五号駆潜艇の投下した爆雷により沈没。
- ストロングボウ（英語版）（HMS Strongbow, P235）

1943年に就役。1945年1月13日に日本海軍艦艇の攻撃を受け大破し、自力で帰投するが修復不能と判断され除籍、解体。
- スパーク（英語版）（HMS Spark, P236）

1944年に就役。第二次世界大戦を生き延び1949年に除籍、解体。
- シジアン（英語版）（HMS Scythian, P237）

1944年に就役。第二次世界大戦を生き延び1960年に除籍、解体。
- スタボーン（英語版）（HMS Stubborn, P238）

1943年に就役。第二次世界大戦を生き延びた後、1946年に標的艦として沈没。
- サーフ（英語版）（HMS Surf, P239）

1943年に就役。第二次世界大戦を生き延び1949年に除籍、解体。
- サーティス（英語版）（HMS Syrtis, P241）

1943年に就役。1944年3月28日に機雷により沈没。
- シャリマー（英語版）（HMS Shalimar, P242）

1944年に就役。第二次世界大戦を生き延び1950年に除籍、解体。
- スコッツマン（英語版）（HMS Scotsman, P243）

1944年に就役。後期型に相当する。第二次世界大戦を生き延び1964年に除籍、解体。
- シーデビル（英語版）（HMS Sea Devil, P244）

1945年に就役。後期型に相当する。第二次世界大戦を生き延び1962年に除籍、解体。
- スピリット（英語版）（HMS Spirit, P245）

1943年に就役。第二次世界大戦を生き延び1950年に除籍、解体。
- ステイツマン（英語版）（HMS Statesman, P246）

1943年に就役。第二次世界大戦を生き延びた後、1952年にフランス海軍に供与され"スルタン"（Sultane）に改名。1959年にイギリス海軍に復帰。1961年に除籍、解体。

#### 1942年度戦時急造計画艦
- スターディ（英語版）（HMS Sturdy, P248）

1943年に就役。前期型に相当する。第二次世界大戦を生き延び1957年に除籍、解体。
- スティジアン（英語版）（HMS Stygian, P249）

1944年に就役。前期型に相当する。第二次世界大戦を生き延び1949年に除籍、解体。
- サトル（英語版）（HMS Subtle, P251）

1944年に就役。第二次世界大戦を生き延び1959年に除籍、解体。
- シュプリーム（英語版）（HMS Supreme, P252）

1944年に就役。第二次世界大戦を生き延び1950年に除籍、解体。
- シースカウト（英語版）（HMS Sea Scout, P253）

1944年に就役。第二次世界大戦を生き延び1962年に除籍、解体。
- セレーネー（英語版）（HMS Selene, P254）

1944年に就役。第二次世界大戦を生き延び1961年に除籍、解体。
- セネシャル（英語版）（HMS Seneschal, P255）

第二次世界大戦後の1945年9月に就役。1960年に除籍、解体。
- センチネル（英語版）（HMS Sentinel, P256）

第二次世界大戦後の1945年12月に就役。1962年に除籍、解体。
- シドン（英語版）（HMS Sidon, P259）

1944年に就役。第二次世界大戦を生き延びた後、1955年6月に魚雷の爆発事故により沈没。浮揚したが修理されず、1957年に標的艦として再度沈没した。
- スルース（英語版）（HMS Sleuth, P261）

1944年に就役。第二次世界大戦を生き延びた後、1952年6月に同じイギリス海軍のZ級駆逐艦"ゼファー"と衝突事故を起こし損傷を受ける。1958年に除籍、解体。
- ソレント（英語版）（HMS Solent, P262）

1944年に就役。第二次世界大戦を生き延び1961年に除籍、解体。
- スピアヘッド（英語版）（HMS Spearhead, P263）

1944年に就役。1948年にポルトガル海軍に売却され"ネプトゥーノ"（NRP Neptuno）に改名。1967年に除籍、解体。
- スプリンガー（英語版）（HMS Springer, P264）

1944年に就役。1958年にイスラエル海軍に売却され"タニン"（INS Tanin）に改名。1967年の第三次中東戦争に投入された後、1972年に除籍、解体。

#### 1943年度戦時急造計画艦
- サーガ（英語版）（HMS Saga, P257）

1945年に就役。1948年にポルトガル海軍に売却され"ナウティーロ"（NRP Náutilo）に改名。1969年に除籍、解体。
- スコーチャー（英語版）（HMS Scorcher, P258）

1945年に就役。1952年2月に衝突事故、同年11月には訓練中の火災により損傷を負う。1962年に除籍、解体。
- スパー（英語版）（HMS Spur, P265）

1945年に就役。1948年にポルトガル海軍に売却され"ナルヴァール"（NRP Narval）に改名。1969年に除籍、解体。
- サングイン（英語版）（HMS Sanguine, P266）

1944年に就役。1959年にイスラエル海軍に売却され"ラハヴ"（INS Rahav）に改名。第三次中東戦争には投入されず、1968年に"タニン"の部品取り用に除籍、解体された。
1943年度発注艦のうち、4隻は建造中止となった。
- シーロビン（HMS Sea Robin, P267）
- スプライトリー（HMS Sprightly, P268）
- サーフェス（HMS Surface, P269）
- サージ（HMS Surge, P271）

## 「12隻のS級潜水艦」
1939年の第二次世界大戦勃発時に就役していた12隻のS級潜水艦のうち終戦まで生き残ったのは3隻のみであり、この高い損失率から、1868年にセプティマス・ウィナーが書いた民謡「10人のインディアン」に基づく「12隻のS級潜水艦」（Twelve Little S-Boats）という歌が生まれた。
| Twelve little S-boats "go to it" like Bevin, Starfish goes a bit too far — then there were eleven. Eleven watchful S-boats doing fine and then Seahorse fails to answer — so there are ten. Ten stocky S-boats in a ragged line, Sterlet drops and stops out — leaving us nine. Nine plucky S-boats, all pursuing Fate, Shark is overtaken — now we are eight. Eight sturdy S-boats, men from Hants and Devon, Salmon now is overdue — and so the number's seven. Seven gallant S-boats, trying all their tricks, Spearfish tries a newer one — down we come to six. Six tireless S-boats fighting to survive, No reply from Swordfish — so we tally five. Five scrubby S-boats, patrolling close inshore, Snapper takes a short cut — now we are four. Four fearless S-boats, too far out to sea, Sunfish bombed and scrap-heaped — we are only three. Three threadbare S-boats patrolling o'er the blue, ... Two ice-bound S-boats... ... One lonely S-boat... ... | 12隻のS級潜水艦がベヴィンのように「そちらへ行く」 「スターフィッシュ」は少し行き過ぎた — それから11隻になった。 11隻の用心深いS級潜水艦が元気に過ごし、それから 「シーホース」は返事がない — だから10隻いる。 10隻のずんぐりしたS級潜水艦が乱雑に並ぶ 「スターレット」は倒れて止まり — 我らは9隻残る。 9隻の勇敢なS級潜水艦、皆運命を追いかけて 「シャーク」は追い抜かれ — 今は8隻。 8隻の頑丈なS級潜水艦、ハンツとデヴォンの男たち、 「サーモン」は今や期限を過ぎている — そしてその数は7隻。 7隻の勇敢なS級潜水艦が、あらゆるトリックを試し、 「スピアフィッシュ」は新しいものを試す — 我らは6隻に減る。 6隻の疲れ知らずなS級潜水艦が生き残るために戦う 「ソードフィッシュ」から返事がない — だから数えると5隻。 5隻のちっぽけなS級潜水艦、岸辺近くを哨戒し、 「スナッパー」は近道をする — 今や我らは4隻。 4隻の大胆不敵なS級潜水艦、遥か海原に出て 「サンフィッシュ」は爆撃され、スクラップの山にされた — 我らはたった3隻だけ 3隻のみすぼらしいS級潜水艦が青い海を哨戒する、 ... 2隻の氷漬けのS級潜水艦... ... 1隻の孤独なS級潜水艦... ... |

歌の最後で言及されなかった「シーライオン」、「シーウルフ」、「スタージョン」の3隻のみが戦争を生き残った。